# 日本酒メーカー一覧
日本酒メーカー一覧（にほんしゅメーカーいちらん）は、日本酒を製造している企業の一覧。廃業した企業についてはかつて存在した日本酒メーカー一覧を参照。

## 地方別

### 北海道
- 男山（株） - 男山
- （株）碓氷勝三郎商店 - 北の勝
- 上川大雪酒造（株） - 上川大雪
- 金滴酒造（株） - 金滴
- 國稀酒造（株） - 國稀
- 合同酒精（株）旭川工場 - 大雪の蔵、北の誉
- 小林酒造（株） - 北の錦
- 高砂酒造（株） - 国士無双
- 田中酒造（株） - 宝川
- （有）二世古酒造 - 二世古
- 日本清酒（株） - 千歳鶴
- 福司酒造（株） - 福司
- 三千櫻酒造(株) - 三千櫻[注釈 1]
- 箱館醸蔵（有） - 郷宝[注釈 2]

### 東北地方

#### 青森県
- 尾崎酒造（株） - 安東水軍
- （株）カネタ玉田酒造店 - 玉川
- （株）菊駒酒造（三戸郡五戸町） - 菊駒
- 寿酒造（株） - 寿正宗※
- （株）松緑酒造 - 松緑
- （株）佐藤酒造店（中津軽郡岩木町） - 掬水※
- 白神酒造（株） - 白神
- （有）関乃井酒造 - 関乃井
- （株）竹浪酒造店（つがる市）[注釈 3] - 岩木正宗、七郎兵衛
- （株）中村亀吉 - 津軽娘※
- （株）鳴海醸造店 - 菊乃井
- （株）西田酒造店- 田酒、喜久泉
- 八戸酒造（株） - 福牡丹、陸奥八仙、陸奥男山
- 八戸酒類（株） - 八鶴、湊八戸蔵物語、稲川、如空（じょくう）、花開
- 鳩正宗（株） - 鳩正宗
- （株）丸竹酒造店 - 菊盛
- 三浦酒造（株） - 豊盃
- 桃川（株） - 桃川
- （株）盛田庄兵衛 - 駒泉
- 吉井酒造（株） - 吉野桜※
- 六花酒造（株） - 六花、じょっぱり、一洋、白梅、白藤

※は青森県酒造組合に非加盟、脱退した蔵

#### 岩手県
- 赤武酒造（株） - AKABU、浜娘、リカースイーツ
- （株）あさ開 - あさ開
- （名）吾妻嶺酒造店 - あづまみね、悠楽、吾妻嶺、我が家の春、鸛（こうのとり）
- 岩手銘醸（株） - 岩手誉、天瓢
- 磐乃井酒造（株） - 磐乃井
- 上閉伊酒造（株） - 國華の薫、遠野小町、遠野ものがたり
- （資）川村酒造店 - 南部関
- 喜久盛酒造（株） - 喜久盛、鬼剣舞、電氣菩薩
- 菊の司酒造（株） - 菊の司
- （株）桜顔酒造 - いわて桜顔
- 酔仙酒造（株） - 酔仙

- 世嬉の一酒造（株） - 世嬉の一
- 泉金酒造（株） - 龍泉八重桜
- 高橋久 - 堀の井
- 月の輪酒造店 - 月の輪
- （株）南部美人 - 南部美人
- 浜千鳥 - 浜千鳥
- （株）菱屋酒造店 - 千両男山
- 広田英俊 - 広喜
- （株）福来 - 福来
- 両磐酒造（株） - 関山
- （株）わしの尾 - 鷲の尾

#### 宮城県
- 仙台伊澤家 勝山酒造（株） - 勝山
- （株）佐浦 - 浦霞
- （株）一ノ蔵 - 一ノ蔵
- （資）内ヶ崎酒造店 - 鳳陽
- （株）男山本店 - 伏見男山、蒼天伝
- （株）角星 - 金紋両國、水鳥記
- （株）山和酒造店 - わしが國
- （株）中勇酒造店 - 天上夢幻、鳴瀬川
- 森民酒造店 - 森泉
- 宮城ふるさと酒造（株） - 荒雄
- 森民酒造本家 - 森乃菊川
- 阿部勘酒造店 - 阿部勘、四季の松島
- 大和蔵酒造 - 雪の松島、大和蔵
- 佐々木酒造店 - 宝船浪の音
- 蔵王酒造（株） - 蔵王
- （株）新澤醸造店 - 愛宕の松、伯楽星
- （株）田中酒造店 - 真鶴、田林
- （株）平孝酒造 - 日高見、新関
- 墨廼江酒造（株） - 墨廼江
- （有）大沼酒造店 - 乾坤一
- 萩野酒造（株） - 萩の鶴、日輪田
- （名）寒梅酒造 - 宮寒梅
- 金の井酒造（株） - 金の井、綿屋、寿禮春
- 麹屋酒造店　- 福釜、伊達乃粋
- 千田酒造（株） - 奥鶴、栗駒山
- 石越醸造（株） - 澤乃泉
- 門傳醸造（株） - 太閤、坤輿
- （有）三浦酒舗 - 友笑
- はさまや酒造店 - 桂泉

#### 秋田県
- 秋田県醗酵工業（株） - 一滴千両
- 秋田酒造（株） - 酔楽天、秋田晴
- 秋田酒類製造（株） - 高清水
- 秋田醸造（株） - 旭川、ゆきの美人
- 秋田清酒（株） - 秋田桜
- 秋田中央銘醸（株） - 新政
- （名）秋田富士酒造店 - 秋田富士
- 秋田誉酒造（株） - 秋田誉、秋田美人
- 秋田銘醸（株） - 爛漫
- 浅舞酒造（株） - 天の戸
- 阿櫻酒造（株） - かまくら、阿櫻
- 新政酒造（株） - 新政
- （有）奥田酒造店 - 千代緑
- （株）奥山儀助商店 - 金時
- 千歳盛酒造（株） - 千歳盛
- 刈穂酒造（株） - 刈穂
- 喜久水酒造（資） - 喜久水
- （株）菊地酒造店 - 鵜の木
- （株）木村酒造 - 福小町
- 金紋秋田酒造（株） - 金紋秋田、山吹
- （名）栗林酒造店 - 春霞
- 小玉醸造（株） - 太平山
- （株）齋彌酒造店 - 由利正宗、雪の茅舎
- （株）佐藤酒造店 - 出羽の冨士
- （資）志ら梅酒造店 - 志ら梅
- （株）新日の丸工場 - 日の丸
- （名）鈴木酒造店 - 秀よし
- （有）太平楽酒造店 - 太平楽
- 高久酒造（株） - 小野之里
- （株）高橋酒造店 - 奥清水、門出笑顔
- 出羽鶴酒造（株） - 出羽鶴
- 天寿酒造（株） - 天寿、鳥海山
- （株）那波商店 - 銀鱗
- （株）大納川 - 大納川
- 日の丸醸造（株） - 日の丸、まんさくの花
- （株）飛良泉本舗 - 飛良泉
- 福乃友酒造（株） - 福乃友
- 福禄寿酒造（株） - 福禄寿、一白水成
- （株）北鹿 - 北鹿
- 舞鶴酒造（株） - 朝乃舞、秋田鶴
- 八重寿銘醸（株） - 八重壽
- 八千代酒造（名） - 八千代
- （株）山本酒造店 - 白瀑、山本
- 両関酒造（株） - 両関

#### 山形県
置賜
- 安部酒造店 - 雪姫
- 嵐山酒造（株） - 白銀蔵王
- 加茂川酒造（株） - 日の出加茂川
- 香坂酒造（株） - 紅梅
- （株）小嶋総本店 - 東光
- （有）後藤酒造店 - 羽陽辨天
- 後藤廉太郎酒造店 - 羽陽錦爛
- （有）新藤酒造店 - 羽陽富久鶴
- （資）大勘酒造店 - 羽陽花心
- 樽平酒造（株） - 樽平
- 寺嶋酒造本舗 - 朝龍
- （株）鈴木酒造店長井蔵 - 磐城壽
- （株）中沖酒造店 - 一献
- 長沼（名） - 惣邑
- 野沢酒造店 - 羽前桜川
- 浜田（株） - 沖正宗
- 福牡丹酒造（株） - 福牡丹
- （有）山栄遠藤酒造店 - 東の麓
- 米鶴酒造（株） - 米鶴
- 若乃井酒造（株） - 若乃井

村山
- 朝日川酒造（株） - 朝日川
- 男山酒造（株） - 羽陽男山
- 月山酒造（株） - 銀嶺月山
- 寿虎屋酒造（株） - 霞城寿
- （株）設楽酒造店 - 一声
- （有）秀鳳酒造場 - 秀鳳
- 高木酒造（株） - 十四代
- 千代寿虎屋酒造（株） - 千代寿
- 出羽桜酒造（株） - 出羽桜
- 古澤酒造（株） - 澤正宗
- （株）水戸部酒造 - 山形正宗
- （株）八幡屋酒造店 - 白菊
- （株）六歌仙 - 六歌仙
- 和田酒造（資） - あら玉

最上
- （株）小屋酒造 - 花羽陽

庄内
- 加藤嘉八郎酒造（株） - 大山
- 菊勇（株） - 菊勇
- 亀の井酒造（株） - くどき上手
- 清泉川酒造場 - 清泉川
- 鯉川酒造（株） - 鯉川
- 酒田酒造（株） - 上喜元
- （名）佐藤佐治右エ門 - やまと桜
- （資）杉勇蕨岡酒造場 - 杉勇
- （資）高橋酒造店 - 東北泉
- 竹の露（資） - 竹の露
- 楯の川酒造（株） - 楯の川
- 奥羽自慢（株） - 吾有事、奥羽自慢
- 東北銘醸（株） - 初孫
- 羽根田酒造（株） - 羽前白梅
- 冨士酒造（株） - 栄光冨士
- 麓井酒造（株） - 麓井
- 三浦酒造 - 庄内一
- （株）渡会本店 - 出羽ノ雪

#### 福島県
会津地方
- 榮川酒造（株） - 榮川
- 末廣酒造（株） - 末廣
- 名倉山酒造（株） - 月弓、善き哉
- 花春酒造（株） - 花春
- （株）廣木酒造本店 - 泉川、飛露喜
- ほまれ酒造（株） - 会津ほまれ、からはし
- 夢心酒造（株） - 夢心、奈良萬
- （資）大和川酒造店 - 大和川、カスモチ原酒 弥右衛門酒
- 国権酒造（株） - 国権
- 開当男山酒造 渡部謙一醸造元 - 開當男山
- （資）男山酒造店 - 会津男山
- 花泉酒造（名） - 花泉

中通り地方
- 豊国酒造（資） - 東豊国、一歩己
- 金水晶酒造（株） - 金水晶
- 奥の松酒造（株） - 奥の松
- 大七酒造（株） - 大七
- （株）檜物屋酒造店 - 千功成
- 大天狗酒造（株） - 大天狗、もとみや、奥州二本松、智恵子の花霞
- 人気酒造（株） - 人気一
- 笹の川酒造（株） - 笹の川
- 三春酒造（株） - 三春駒
- （有）佐藤酒造店 - 藤乃井
- （有）渡辺酒造本店 - 雪小町、雪村桜
- （有）仁井田本家 - 金寳
- （株）矢澤酒造店 - 南郷

浜通り地方
- 太平桜酒造（資） - 太平櫻
- （有）小野酒造店 - 四時川

### 関東地方

#### 茨城県
- （株）山中酒造店 - 一人娘
- 野村醸造（株） - 紬美人
- 来福酒造（株） - 来福
- （株）武勇 - 武勇
- 岡部（名） - 松盛
- 根本酒造（株） - 久慈の山
- 愛友酒造（株） - 愛友
- （資）井坂酒造店 - 日乃出鶴
- 結城酒造 (株) - 結、富久福
- 武藤酒類醸造（株） - 東海
- （資）剛烈富永酒造店 - 剛烈
- （株）竹村酒造店 - 京の夢
- （株）家久長本店 - 霊水八溝
- 青木酒造（株） - 御慶事
- （株）宏和商工　日立酒造工場 - 二人舞台
- 石岡酒造(株) - 白鹿、筑波
- (株)笹目宗兵衛商店 - 二波山松緑
- 賜杯桜(株) - 賜杯桜、がま伝説鬼ころし
- (資)瀧田酒造店 - 三ツ扇
- （株）月の井酒造店 - 月の井
- 吉久保酒造（株） - 一品、百歳
- 白菊酒造(株) - 白菊
- 明利酒類(株) - 副将軍
- 森島酒造（株） - 大観
- 木内酒造（資） - 菊盛
- 須藤本家(株) - 山桜桃
- （株）西岡本店 - 花の井
- 竹村酒造(株)
- 村井醸造 (株) - 公明

#### 栃木県
- 相澤酒造（株） - 愛乃澤
- （株）阿部酒造店 - 千代の白菊、茂木百騎（もてぎひゃっき）、浜田屋の家酒
- 飯沼銘醸（株） - 杉並木
- 池島酒造（株） - 池錦
- （株）井上清吉商店 - 澤姫
- 宇都宮酒造（株） - 四季桜
- 大平酒造（株） - 黒龍
- 片山酒造（株）- 柏盛
- 小林酒造（株）－鳳凰美田、美田鶴
- （株）小林杢三郎商店 - 大英勇、七井（ななついど）
- （株）相良酒造 - 朝日栄
- （株）島崎酒造 - 東力士
- （株）白相酒造（しらそうしゅぞう）- とちあかね、福寿松の井、御用邸
- 杉田酒造 (株) - 雄東正宗（ゆうとうまさむね）
- （株）せんきん - 仙禽
- 惣誉酒造（株） - 惣誉
- 第一酒造（株） -　開華
- （株）辻善兵衛商店 - 桜川、辻善兵衛、桜つくし
- 天鷹酒造（株） - 天鷹
- （株）外池酒造店（とのいけしゅぞうてん） - 燦爛
- （株）虎屋本店 - 菊、七水
- 西堀酒造（株) - 若盛（わかさかり）、門外不出（もんがいふしゅつ）
- （株）松井酒造店 - 松の寿
- 森戸酒造（株） - 十一正宗
- 若駒酒造（株） - 若駒、羽衣伝説、万延
- （株）渡邊佐平商店 - 清開、日光誉
- 渡辺酒造（株） - 旭興（きょくこう）

#### 群馬県
- 浅間酒造（株） - 秘幻
- 井田酒造（株） - ふじ泉
- (株) 今井酒造店 - 上州風まかせ
- 大利根酒造（有） - 左大臣
- 岡村（名） - 観音櫻
- 貴娘酒造（株） - 貴娘
- 近藤酒造（株） - 赤城山
- 柴崎酒造（株） - 船尾瀧
- 島岡酒造（株） - 群馬泉
- 清水屋酒造（有） - 栄万寿
- 聖徳銘醸（株） - 鳳凰聖徳
- 高井（株） - 巌
- （名）田島酒造店 - 三波石
- 土田酒造（株） - 誉國光
- 永井酒造（株）  - 水芭蕉
- （株）永井本家 - 利根錦
- 七ッ星醸造（株） - 君乃松
- （株）伴内酒造店 - 聖人
- 聖酒造（株） - 関東の華
- 分福酒造（株） - 分福
- 牧野酒造（株） - 大盃
- （株）町田酒造店（前橋市） - 清瞭
- （株）町田酒造店（玉村町） - 太平人
- 松屋酒造（株） - 當選
- 柳澤酒造（株） - 桂川
- 山川酒造（株） - 光東
- 山崎酒造（株） - 太平記の里
- 龍神酒造（株） - 尾瀬の雪どけ

#### 埼玉県
- 武甲酒造（株) - 武甲正宗
- 五十嵐酒造（株） - 天覧山
- （株）矢尾本店 - 秩父錦
- （株）釜屋 - 力士
- (有)佐藤酒造店 - 越生梅林
- （株）文楽 - 文楽
- 清龍酒造（株） - 清龍
- 南陽醸造（株） - 花陽浴（はなあび）
- 麻原酒造（株） - 琵琶のさゝ浪
- 長澤酒造（株）- 君が旗
- 滝澤酒造（株）- 菊泉
- 内木酒造（株）- 旭正宗
- 鈴木酒造（株） - 万両
- 大瀧酒造（株）- 九重桜
- （株）小山本家酒造- 都鷹
- 川端酒造（株）- 桝川
- 清水酒造（株）- 亀甲花菱
- 秩父菊水酒造（株）- 秩父小次郎
- 武蔵鶴酒造（株）- 武蔵鶴
- 松岡醸造（株） - 帝松
- 寒梅酒造（株） - 寒梅
- 神亀酒造（株） - 神亀
- 晴雲酒造（株） - 晴雲
- 小江戸鏡山酒造(株) - 鏡山
- 東亜酒造（株） - 晴菊

#### 千葉県
- 和蔵酒造（株） - 聖泉
- （株）須藤本家 - 天乃原
- 岩瀬酒造（株）
- （資）寒菊銘醸 - 総乃寒菊、夢の又夢
- （株）旭鶴 - 拾壱萬石
- 梅一輪酒造（株） - 梅一輪
- （株）森酒造店 - 飛鶴
- 東灘醸造（株） - 東灘
- （株）飯田本家 - 惣兵衛
- （株）宮崎酒造店 - 峯の精
- 稲花酒造（有） - 稲花
- 吉野酒造（株） - 腰古井
- 豊乃鶴酒造 (株) - 大多喜城
- （株）飯沼本家 - 甲子正宗
- 亀田酒造（株） -　寿萬亀
- 木戸泉酒造（株） - 木戸泉
- 窪田酒造（株） - 勝鹿、宝船
- 小泉酒造（資） - 東魁盛、東魁
- 東薫酒造（株） - 東薫
- （株）滝沢本店 - 長命泉、富国一
- 守屋酒造（株） - 舞桜、しだれ桜、浪花盛
- 鍋店（株） - 仁勇、不動
- （株）寺田本家 - 五人娘、香取
- 藤平酒造（資） - 福祝

#### 東京都
- 野崎酒造（株） - 喜正
- 中村酒造 - 千代鶴
- 豊島屋酒造（株） - 金婚正宗、屋守
- （合）野口酒造店 - 國府鶴
- 小澤酒造（株） - 澤乃井
- 石川酒造（株） - 多満自慢
- 田村酒造場 - 嘉泉
- 東京港醸造 - 江戸開城
- （有）小澤酒造場 - 桑乃都

#### 神奈川県
- 清水酒造（株） - 巌乃泉
- 久保田酒造（株） - 相模灘
- 大矢孝酒造（株） - 残草蓬莱 昇龍蓬莱
- 泉橋酒造（株）  - いづみ橋
- 黄金井酒造（株） - 盛升
- 吉川醸造（株） - 雨降 菊勇 (神奈川県)
- 熊澤酒造（株） - 天青 熊澤 曙光
- （株）金井酒造店 - 白笹鼓 笹の露 モーツァルト
- 中澤酒造（株） - 松美酉（まつみどり） 亮（りょう）
- 井上酒造（株） - 箱根山
- 石井醸造（株） - 曽我の誉
- （資）川西屋酒造店 - 丹沢山 隆 (日本酒)
- （株）瀬戸酒造店 - 酒田錦
- 森山酒造場 - 蜂龍盃

### 中部地方

#### 新潟県
- 大洋酒造（株） - 大洋盛
- 宮尾酒造（株） - 〆張鶴
- ふじの井酒造（株） - ふじの井
- 王紋酒造（株） - 王紋
- 菊水酒造（株） - 菊水
- 下越酒造（株） - 麒麟
- 石本酒造（株） - 越乃寒梅
- 今代司酒造（株） - 錦鯉、今代司
- 朝日酒造（株） - 久保田
- 栃倉酒造（株） - 米百俵
- 久須美酒造（株） - 清泉
- （株）DHC酒造 - 越乃梅里
- 緑川酒造（株） - 緑川
- 玉川酒造（株） - 玉風味
- （株）松乃井酒造場 - 松乃井
- 魚沼酒造（株）- 天神囃子
- 苗場酒造（株）- 苗場山
- 津南醸造（株） - 霧の塔
- 原酒造（株） - 越の誉
- 千代の光酒造（株） - 千代の光
- 八海醸造（株） - 八海山
- 白瀧酒造（株） - 上善如水、白龍
- 青木酒造（株） - 鶴齢
- 高千代酒造（株）- 巻機
- （株）丸山酒造場 - 雪中梅
- 武蔵野酒造（株） - スキー正宗
- 君の井酒造（株） - 君の井
- 加賀の井酒造（株） - 加賀の井
- 吉乃川（株）  - 吉乃川
- 長谷川酒造（株）  - 越後雪紅梅
- 関原酒造（株） - 群龜
- 逸見酒造（株） - 真稜
- 池田屋酒造（株）  - 謙信
- 新潟銘醸（株） - 越の寒中梅
- 田中酒造（株） - 能鷹
- 塩川酒造（株）- 越乃関
- 猪又酒造（株） - 月不見の池
- 尾畑酒造（株） - 真野鶴
- （株）北雪酒造 - 北雪
- 峰乃白梅酒造（株） （旧・福井酒造）- 峰乃白梅
- 池浦酒造（株） - 和楽互尊
- 中川酒造（株） - 越乃白雁
- 林酒造場 - 八石、杉の露
- 阿部酒造（株） - あべ、越乃男山
- 天領盃酒造（株） - 天領盃
- 笹祝酒造（株） - 笹祝
- 弥彦酒造（株） - こしのはくせつ
- （株）越後鶴亀 - 越後鶴亀
- 福顔酒造（株） - 福顔
- お福酒造（株） - お福正宗
- 高野酒造（株） - 白露、越後吹雪
- 河忠酒造（株） - 想天坊
- 近藤酒造（株） - 菅名岳
- 越銘醸（株） - 越の鶴
- 柏露酒造（株） - 柏露
- 越後桜酒造（株） - 越後桜
- 加茂錦酒造（株） - 加茂錦
- 雪椿酒造（株） - 越乃雪椿
- （株）マスカガミ - 萬寿鏡
- （有）加藤酒造店 - 金鶴
- 金鵄盃酒造（株） - 金鵄盃
- 諸橋酒造（株） - 越乃景虎
- 麒麟山酒造（株） - 麒麟山
- 石塚酒造（株） - 姫の井
- 妙高酒造（株） - 妙高山
- 鮎正宗酒造（株） - 鮎正宗
- 高橋酒造（株） - 長陵
- 高の井酒造（株） - たかの井、田友
- 金升酒造（株） - 金升
- 越つかの酒造（株） - 代々泉
- 村祐酒造（株） - 村祐
- （株）越後伝衛門 - 伝衛門
- （株）越後酒造場 - 甘雨

#### 富山県
- （株）枡田酒造店 - 満寿泉
- 富美菊酒造（株） - 富美菊
- 吉乃友酒造（有） - 吉乃友
- 鷹泉酒造（株） - 鷹泉
- 福鶴酒造（有） - 風の盆
- 玉旭酒造（有） - おわら娘
- 林酒造場 - 黒部峡
- 皇国晴酒造（株） - 幻の瀧
- 銀盤酒造（株） - 銀盤
- 魚津酒造（株） - 北洋
- 宮崎酒造（株） - 蜃気楼
- 千代鶴酒造（資） - 千代鶴
- 有澤酒造店 - 白緑
- （株）高澤酒造場 - 曙
- （有）清都酒造場 - 勝駒
- 日本晴酒造（資） - 日本晴
- 戸出酒造（有） - 勝鬨
- 黒田酒造（株） - 北一
- 若鶴酒造（株） - 若鶴
- 吉江酒造（株） - 太刀山
- 立山酒造（株） - 立山
- （名）若駒酒造場 - 若駒
- 成政酒造（株） - 成政
- 三笑楽酒造（株） - 三笑楽
- 黒田酒造（株） - 萬歳北一

#### 石川県
- （名）鹿渡酒造店 - 鹿渡、能登半島
- （株）加越 - 関白・加賀の月
- 数馬酒造（株） - 奥能登
- （株）金谷酒造店 - 高砂
- 鹿野酒造店（資） - 常きげん
- 菊姫（資） - 菊姫
- 合同会社西出酒造 - 金紋、春心
- （株）久世酒造店 - 能登路
- （株）小堀酒造店  - 萬歳楽
- 桜田酒造（株） - 初桜
- （株）沢田酒造店 - 能登のおやじ
- （株）清水酒造店 - 能登誉
- （株）車多酒造 - 天狗舞、五凛
- 宗玄酒造（株） - 宗玄
- （有）武内酒造店 - 御所泉
- （株）鶴野酒造店 - 谷泉
- （資）手塚酒造場 - 都乃菊鶴
- 鳥屋酒造（株） - 池月
- 中野酒造店 - 亀泉
- 中納酒造店 - 若緑
- 中村酒造（株） - 日榮
- （資）二羽鶴酒造場 - 二羽鶴、能登三年酒
- （株）白藤酒造店 - 白藤白菊、能登自慢
- 橋本酒造（株） - 大日盛
- （有）春成酒造店 - 春山
- （資）東栄松商店 - 旭菊
- 日吉酒造店  - 金瓢白駒
- （株）福光屋 - 福正宗、加賀鳶、黒帯
- （資）布施酒造店 - 天平
- 松浦重蔵 - 獅子の里
- 松波酒造（株） - 大江山・つづらの波
- 御祖酒造（株） - 遊穂、ほまれ、石動山
- 見砂酒造（株） - 朱鷺の里
- （株）宮本酒造店 - 福の宮、夢醸
- やちや酒造（株） - 加賀鶴
- （資）山本酒造本店 - 弁慶、登代正宗
- （株）吉田酒造店 - 手取川、翁の友
- 農口酒造（株） - 農口
- （株）農口尚彦研究所- 農口尚彦研究所

#### 福井県
- 常山酒造（資） - 常山
- 菊桂酒造（名） - 菊桂
- 田嶋酒造（株） - 福千歳
- （株）越の磯 - 越の磯
- 池田酒造（株） - 天下取
- 毛利酒造（資） - 越の桂月
- 安本酒造（有） - 白岳仙
- 美川酒造場 - 舞美人
- 舟木酒造（資） - 北の庄
- 黒龍酒造（株） - 黒龍
- 田辺酒造　- 越前岬
- 吉田酒造（有） - 白龍
- 西岡河村酒造（株） - 月丸
- （株）吉田金右衛門商店 - 雲乃井
- 力泉酒造（有） - 明乃鶴
- 伊藤酒造（資） - 越の鷹
- 久保田酒造（資） - 富久駒
- 坪三酒造（資） - 福喜久
- 真名鶴酒造（資） - 真名鶴
- （有）南部酒造場 - 花垣
- （株）宇野酒造場 - 一乃谷
- 源平酒造（株） - 源平
- 一本義久保本店（株） - 一本義
- 井波酒造（株） - 七つ星
- 片山酒造（株） - 関西
- （株）北善商店 - 聖乃御世
- 堀口酒造（有） - 鳴り瓢
- 畠山酒造（有） - 雪きらら
- （資）加藤吉平商店 - 梵
- 白駒酒造（資） - 白駒
- 豊酒造（株） - 華燭
- 朝日酒造（株） - 富士の関
- 丹生酒造（株） - 飛鳥井
- 敦賀酒造（有）- 福寿杯
- 鳥浜酒造（株） - 加茂栄
- 三宅彦右衛門酒造（有） - 早瀬浦
- 青木蘭麝堂 - 蘭奢酒

#### 山梨県
- 井出醸造店 - 甲斐の開運
- 笹一酒造（株） - 笹一
- 太冠酒造（株）  - 太冠
- 横内酒造店（株） - 榊正宗
- 養老酒造（株） - 567MIROKU
- 福徳長酒類（株）韮崎工場 - す～飲め
- 谷櫻酒造（有） - 谷櫻
- 山梨銘醸（株） - 七賢
- 萬屋醸造店（株） - 春鶯囀
- 武の井酒造（株） - 武の井
- 八巻酒造（株） - 男山

#### 長野県
- （株）井賀屋酒造店 - 岩清水
- （株）市野屋 - 金蘭黒部
- 伊東酒造（株） - 横笛
- （株）今井酒造店 - 若緑
- 岩波酒造合資会社 - 岩波
- （株）薄井商店 - 白馬錦
- 雲山銘醸（株） - 雲山
- 春日酒造（株） - 井乃頭
- （株）遠藤酒造場 - 渓流
- 大國酒造（株） - 大國
- 大澤酒造（株） - 大吉野
- 大塚酒造（株） - 浅間嶽
- 岡崎酒造（株） - 亀齢
- 合名会社奥澤商会 - 深志鶴
- （株）尾澤酒造場 - 美寿々錦
- （株）小野酒造店 - 頼母鶴
- 小布施酒造（株） - 高井鶴
- 柏屋酒造（株） - 玉泉
- （株）角口酒造店 - 北光正宗
- 合名会社亀田屋酒造店 - 金蘭亀の世
- （株）柄澤酒造店 - 信濃盛
- 木内醸造（株） - 初鶯
- 喜久水酒造（株） - 喜久水
- 橘倉酒造（株） - 菊秀
- 協和酒造（株） - ぼたん金蝶
- 沓掛酒造（株） - 福無量
- 黒澤酒造（株） - 井筒長
- 高天酒造（株） - 高天
- 佐久の花酒造（株） - 佐久の花
- 酒ぬのや本金酒造（株） - 本金
- 笹井酒造（株） - 笹の誉
- 志賀泉酒造（株） - 志賀泉
- 七福酒造（株） - 七福
- 笑亀酒造（株） - 笑亀
- 信州銘醸（株） - 秀峰喜久盛
- （株）仙醸 - 黒松仙醸
- 大信州酒造（株） - 大信州
- 大雪渓酒造（株） - 大雪渓
- 戸田酒造（株） - ダイヤ菊
- 高沢酒造（株） - 米川
- （株）高橋助作酒造店 - 松尾
- 武重本家酒造（株） - 御園竹
- （株）田中屋酒造店 - 水尾
- （株）玉村本店 - 縁喜
- 千曲錦酒造（株） - 千曲錦
- 有限会社千野酒造場 - 桂正宗
- 酒造（株）長生社 - 信濃鶴
- （株）土屋酒造店 - 亀の海
- 天法酒造（株） - 天法
- 天領誉酒造（株） - 天領誉
- （株）豊島屋 - 神渡
- 合名会社戸塚酒造店 - 寒竹
- 伴野酒造（株） - 澤乃花
- （株）中善酒造店 - 中乗さん
- 長野銘醸（株） - オバステ正宗
- 七笑酒造（株） - 七笑
- （株）西飯田酒造店 - 信濃光
- 西尾酒造（株）  - 木曽のかけはし
- （株）東飯田酒造店 - 本老の松
- 福源酒造（株） - 福源
- 芙蓉酒造（株） - 金宝芙蓉
- （株）古屋酒造店 - 深山桜
- 北安醸造（株） - 北安大國
- （株）舞姫 - 信州舞姫、翠露
- 桝一市村酒造場 - スクウェア・ワン
- （株）松葉屋本店 - 本吉乃川
- （株）丸世酒造店 - 勢正宗
- 合資会社丸永酒造場 - 高波
- 美寿々酒造（株） - 美寿々
- （株）宮坂酒造店 - 象山正宗
- 宮坂醸造（株） - 真澄
- 合資会社宮島酒店 - 信濃錦
- （株）山岸酒店 - 岸の松
- 山謙酒造店 - 姫百合
- 合資会社山崎酒造 - 山清
- 山三酒造（株） - 真田六文銭
- （株）湯川酒造店 - 木曽路
- 善哉酒造（株） - 善哉
- 米澤酒造（株） - 今錦
- 麗人酒造（株） - 麗人
- 若林醸造（株） - 月吉野
- 和田龍酒造（株） - 和田龍

#### 岐阜県
- 足立酒造(資) - 金華山
- (有)原田酒造場 - 山車
- (株)三輪酒造 - 白川郷
- (資)白木恒助商店 - 達磨正宗
- 小町酒造(株) - 長良川、小町、蔵音、かかみ野
- 菊川（株） - 篝火、菊川
- 千代菊(株)　- 千代菊
- 武内(資) - 美濃紅梅
- 渡辺酒造醸 - 白雪姫
- 大塚酒造(株)- 竹雀
- 池田屋酒造(株) - 富久若松
- 所酒造(資) - 房島屋
- 杉原酒造(株) - 揖斐川
- (株)小坂酒造場 - 百春
- (有)松井屋酒造場 - 半布里戸籍
- 御代桜醸造(株) - 御代櫻
- 平和錦酒造 - 飛騨路の寒椿
- (資)山田商店 - 玉柏
- 花盛酒造(株) - はなざかり
- 平野酒造(資) - やっちく
- 原酒造場 - 元文
- 中島醸造(株) - 小左衛門
- 若葉(株) - 若葉
- 千古乃岩酒造(株) - 千古乃岩
- 林酒造(株) - 美濃天狗
- (株)平井酒造場 - 宮太鼓
- はざま酒造(株) - 恵那山
- 山内酒造場 - 小野櫻
- (有)大橋酒造  - 笠置鶴
- 岩村醸造(株) - 女城主
- 恵那醸造(株) - 市乃川、鯨波
- （資）白木恒助商店 - 達磨正宗
- 玉泉堂酒造（株） - 醴泉、美濃菊
- 日本泉酒造（株）- 日本泉、ふなくちとり、織田信長、濃姫、豊臣秀吉、フローズン
- 川尻酒造場 - ひだ正宗
- (有)平瀬酒造店 - 久寿玉
- 二木酒造(株) - 氷室、玉の井
- 天領酒造(株) - 天領、天禄拝領
- 奥飛騨酒造(株) - 奥飛騨、初緑
- (有)蒲酒造場 - 白真弓、やんちゃ酒
- (有)舩坂酒造店 - 深山菊
- (株)老田酒造店 - 鬼ころし
- (株)平田酒造場 - 飛騨の華
- (有)渡辺酒造店 - 雪中酒、蓬莱
- (有)大坪酒造店 - 飛騨娘
- 白扇酒造(株) - 花美蔵
- （株）三千盛 - 三千盛

#### 静岡県
- 青島酒造（株） - 喜久酔
- 磯自慢酒造（株） - 磯自慢
- （株）志太泉酒造 - 志太泉
- （株）駿河酒造場 - 天虹、蘇我鶴、忠正
- （株）土井酒造場 - 開運
- 三和酒造（株） - 臥龍梅、静ごころ、羽衣の舞
- 杉井酒造 - 杉錦
- 高嶋酒造（株） - 白隠正宗
- 萩錦酒造（株） - 萩錦
- 初亀醸造（株） - 初亀
- （株）神沢川酒造場 - 正雪
- 花の舞酒造（株）- 花の舞
- 浜松酒造（株） - 出世城
- 遠州山中酒造（株） - 葵天下
- 富士錦酒造（株） - 富士錦
- 富士正酒造（資）- 富士正
- 牧野酒造（資）- 白糸、富士山
- 富士高砂酒造（株）- 高砂

#### 愛知県
参考文献 : 『愛知の酒』愛知県経済産業局産業部産業振興課
名古屋市
- 金虎酒造（名古屋市北区） - 金虎
- 東春酒造（名古屋市守山区） - 東龍
- 神の井酒造（名古屋市緑区） - 神の井
- 山盛酒造（名古屋市緑区） - 鷹の夢、奈留美
- 萬乗醸造（名古屋市緑区） - 醸し人九平次（かもしびとくへいじ）

尾張地方
- 山星酒造（江南市）
- 丸井（江南市）
- 勲碧酒造（江南市）
- 小弓鶴酒造（犬山市） - 小弓鶴
- 小島醸造（犬山市） - 忍冬酒
- 金銀花酒造（一宮市）
- 内藤醸造（稲沢市）
- 長珍酒造（津島市） - 長珍（ちょうちん）
- 鶴見酒造（津島市）
- 水谷酒造（稲沢市）
- 清洲桜醸造（清須市） - 清洲城信長鬼ころし
- 渡辺酒造（愛西市）
- 山忠本家酒造（愛西市） - 義侠（ぎきょう）
- 青木酒造（愛西市）
- 甘強酒造（海部郡蟹江町） - 四天王
- 山田酒造（海部郡蟹江町）

知多半島
- 中埜酒造（半田市） - 國盛（くにざかり）
- 盛田金しゃち酒造（半田市）
- 澤田酒造（常滑市） - 白老（はくろう）
- 盛田（常滑市） - ねのひ
- 丸一酒造（知多郡阿久比町）
- 原田酒造（知多郡東浦町）

西三河地方
- 丸石醸造（岡崎市） - 長誉
- 柴田酒造場（岡崎市） - 考の司
- 永井酒造場（碧南市）
- 相生ユニビオ（碧南市） - あいおい
- 角谷文治郎商店（碧南市）
- 神杉酒造（安城市） - 神杉
- 山崎（西尾市） - 尊皇
- 豊田酒造（豊田市）
- 浦野（豊田市） - 菊石
- 中垣酒造（豊田市） - 賜冠（しかん）

東三河地方
- 福井酒造（豊橋市）
- 伊勢屋商店（豊橋市） - 公楽
- 日野屋商店（新城市） - 朝日嶽
- 関谷醸造（北設楽郡設楽町） - 蓬莱泉（ほうらいせん）

### 近畿地方

#### 三重県
- 旭酒造 - 伊勢旭
- 安達本家酒造 - 富士の光
- 油正 - 初日
- 伊勢萬 - おかげさま
- 伊藤酒造 - 鈿女
- 稲垣酒造場 - 御山杉
- 大田酒造 - 半蔵
- 小川本家 - 八千代
- 神楽酒造 - 神楽
- 河武醸造 - 鉾杉
- 寒紅梅酒造 - 寒紅梅
- 木屋正酒造 - 而今
- 後藤酒造場 - 青雲
- タカハシ酒造 - 伊勢
- 瀧自慢酒造（株） - 瀧自慢
- 清水清三郎商店（株） - 鈴鹿川、作
- 早川酒造部 - 天一
- 早川酒造 - 早春
- 細川酒造 - 上げ馬
- 松山酒造場 - 東海松
- 丸彦酒造 - 三重の寒梅
- 宮崎本店 - 宮の雪
- 元坂酒造 - 酒屋八兵衛
- 森喜酒造場 - 妙の華、英、るみ子の酒
- 森本酒造 - 仙右衛門

#### 滋賀県
参考文献 : 滋賀地酒10,000人乾杯プロジェクト
大津エリア
- 平井商店（大津市） - 浅茅生
- 浪乃音酒造（大津市） - 浪乃音

草津エリア
- 太田酒造（草津市） - 道灌
- 古川酒造（草津市） - 宗花/天井川

湖東エリア
- 多賀（多賀町） - 多賀
- 岡村本家（豊郷町） - 金亀
- 藤居本家（愛荘町） - 旭日

甲賀エリア
- 北島酒造（湖南市） - 御代栄
- 藤本酒造（湖南市） - 神開
- 美冨久酒造（甲賀市） - 三連星
- 笑四季酒造（甲賀市） - 笑四季
- 安井利彦酒造場（甲賀市） - 初桜
- 滋賀酒造（甲賀市） - 貴生娘
- 田中酒造（甲賀市） - 春乃峰
- 瀬古酒造（甲賀市） - 大甲賀
- 望月酒造（甲賀市） - 晴朗・寿々兜

東近江エリア
- 松瀬酒造（竜王町） - 松の司
- 矢尾酒造（日野町） - 鈴正宗
- 畑酒造（東近江市） - 大治郎
- 喜多酒造（東近江市）  - 喜楽長
- 増本藤兵衛酒造場（東近江市） - 薄桜
- 中澤酒造（東近江市） - 一博

長浜エリア
- 冨田酒造（長浜市） - 七本鎗
- 佐藤酒造（長浜市） - 湖濱
- 山路酒造（長浜市） - 北國街道

高島エリア
- 吉田酒造（高島市） - 竹生島
- 池本酒造（高島市） - 琵琶の長寿
- 川島酒造（高島市） - 松の花
- 上原酒造（高島市） - 不老泉
- 福井弥平商店（高島市） - 萩乃露

#### 京都府
伏見酒造組合
- 月桂冠（株） - 月桂冠、笠置屋
- 黄桜（株）- 黄桜
- （株）北川本家 - 富翁
- 京姫酒造（株） - 京姫
- キンシ正宗（株） - キンシ正宗
- 鶴正酒造(株)-鶴正宗
- （株）豊澤本店 - 豊祝
- 宝酒造（株） - 松竹梅
- 玉乃光酒造（株） - 玉乃光
- 松本酒造（株）- 日出盛、桃の滴
- 齊藤酒造（株） - 英勲、井筒屋伊兵衛、大鷹
- 平和酒造合資会社 - 慶長
- 都鶴酒造（株） - 都鶴
- 山本勘蔵商店 - 鷹取
- （株）山本本家 - 神聖
- 城陽酒造 - 城陽
- 東山酒造（有）-　坤滴
- 向島酒造 - ふり袖
- （株）増田徳兵衛商店 - 月の桂
- 藤岡酒造（株） - 蒼空、万長
- 小山本家酒造京都伏見工場（本社は埼玉県） - 世界鷹（販売は京姫酒造）
- 招徳酒造(株)　-招徳、花洛、延寿

伏見銘酒協同組合
- 共同酒造 - 美山
- 松山酒造 - 明君

京都酒造組合
- 松井酒造 - 富士千歳、京千歳、金瓢
- 佐々木酒造（株） - 聚楽第
- 羽田酒造-　初日の出

京都丹波酒造組合
- 長老
- 関酒造
- 大石酒造　-　翁鶴

福知山酒造組合
- 東和酒造
- 若宮酒造

宮津酒造組合
- 谷口酒造（株） - 芝の井
- 与謝野娘酒造 - 与謝娘
- ハクレイ酒造（株） - 酒呑童子、白嶺
- 池田酒造（株） - 池雲
- 向井酒造（株） - 京の春

峰山酒造組合
- 白杉酒造（有） - 白木久
- 吉岡酒造場 - 吉野山
- 竹野酒造（有） - 弥栄鶴
- 木下酒造（有） - 玉川
- 熊野酒造（有） - 久美の浦

その他
- 丹山酒造 - 渚

#### 大阪府
- 秋鹿酒造（有） - 秋鹿
- 吉田酒造（株） - 緑一
- 寿酒造（株） - 国の長
- 浪花酒造（有） - 浪花正宗
- 呉春（株） - 呉春
- 高島酒造（株） - 寿杯
- 清鶴酒造（株） - 清鶴
- 山野酒造（株） - 片野桜
- 西條（資） - 天野酒
- 大門酒造（株） - 酒半
- （有）北庄司酒造店 - 荘の郷、都娘
- 長龍酒造（株） - 長龍
- 藤本酒造場 - 冨士正、松花鶴、雅一、いのまなり
- 寺田酒造（有） - 元朝
- 井坂酒造場 - 三輪福
- （有）利休蔵 - 千利休

#### 兵庫県
灘五郷酒造組合
- 大関（株） - 大関、多聞、金鹿
- 今津酒造（株） - 扇政宗
- 日本盛（株） - 日本盛、惣花
- 國産酒造（株） - 灘自慢
- 木谷酒造（株） - 喜一
- 白鷹（株） - 白鷹
- 辰馬本家酒造（株） - 白鹿
- 松竹梅酒造（株） - 灘一
- 大澤本家酒造（株） - 寶娘
- 北山酒造（株） - 島美人
- 万代大澤醸造（株）- 徳若
- 沢の鶴（株） - 沢の鶴、世界長
- 太田酒造（株）灘千代田蔵 - 千代田蔵（本社所在地：滋賀県）
- 宝酒造（株）白壁蔵 - 松竹梅白壁蔵（本社所在地：京都府）
- （株）小山本家酒造 灘浜福鶴蔵 -  空蔵（本社所在地：埼玉県）
- 櫻正宗（株） - 櫻正宗
- 白鶴酒造（株） - 白鶴
- 菊正宗酒造（株） - 菊正宗
- 剣菱酒造（株） - 剣菱
- （株）神戸酒心館 - 福壽
- 泉酒造（株） - 泉正宗
- （株）安福又四郎商店 - 大黒正宗

伊丹酒造組合
- 小西酒造（株） - 白雪
- 伊丹老松酒造（株） - 伊丹郷、老松
- 川辺酒造（有） - 花衣、猪名の露
- 岡村酒造場 - 千鳥正宗

姫路酒造組合
- 神崎酒造（有） - 龍王の舞、真名井乃鶴
- 名城酒造（株） - 名城千姫
- 壺坂酒造（株） - 雪彦山、金壺
- ヤヱガキ酒造（株） - 八重垣
- （株）本田商店 - 龍力
- 田中酒造場 - 名刀正宗、白鷺の城
- 灘菊酒造（株） - 灘菊、MISA
- 下村酒造（株） - 奥播磨、宮乃井
- 山陽盃酒造（株） - 播州一献
- 老松酒造（有） - 寿惠広老松
- 奥藤商事（株） - 忠臣蔵

明石酒造組合
- 明石酒類醸造（株） - 明石鯛
- 江井ヶ島酒造（株） - 神鷹
- 茨木酒造（合） - 来楽
- 西海酒造（株） - 空の鶴
- 稲見酒造（株） - 葵鶴

北兵庫酒造組合
- 香住鶴（株） - 香住鶴
- 田治米（名） - 竹泉
- 此の友酒造（株） - 但馬
- 出石酒造（有） - 楽々鶴
- 八鹿酒造（有） - 吉野、夫婦杉
- 銀海酒造（有） - 稜線、銀仙、銀海

丹波・篠山酒造組合
- （株）西山酒造場 - 小鼓
- 山名酒造（株） - 奥丹波
- 鴨庄酒造（株） - 花鳥末廣
- 鳳鳴酒造（株） - 鳳鳴
- 狩場一酒造（株） - 秀月
- 櫻酒造（株） - 櫻一文字
- 黄桜（株）丹波工場 - 黄桜S（本社所在地:京都府）

社酒造組合
- 神結酒造（株） - 神結、闘竜灘
- 三宅酒造（株） - 菊日本
- 富久錦（株） - 富久錦

加古川酒造組合
- （名）岡田本家 - 盛典
- キング醸造（株） - 播州錦

淡路酒造組合
- 千年一酒造（株） - 千年一、千代の縁
- 都美人酒造（株） - 都美人

その他
- 金盃酒造（株） - 金盃
- メルシャン（株） - 百万両（本社所在地：東京都）
- 太陽酒造（株） - 赤石
- 大和酒造（株） - 大和鶴
- 松尾酒造（有） - 旭龍
- 友田酒造（株） - 雪之梅
- 吉村酒造（株）但馬蔵 - 太白（本社所在地：京都府）
- （株）文太郎（旧・永雄酒造（有））

#### 奈良県
- （株）今西清兵衛商店（奈良市） - 春鹿
- 奈良豊澤酒造（株）（奈良市） - 豊祝
- 倉本酒造（株）（奈良市） - 金嶽
- 上田酒造（株）（生駒市） - 嬉長、生長
- 稲田酒造（合）（天理市） - 黒松稲天
- 中谷酒造（株）（大和郡山市） - 萬穣、朝香
- 河合酒造（株）（橿原市） - 出世男
- 金剛力酒造（株）（高取町） - 金剛力
- （株）大倉本家（香芝市） - 金鼓
- 油長酒造（株）（御所市） - 鷹長、風の森
- 千代酒造（株）（御所市） - 櫛羅
- 五條酒造（株）（五條市） - 五神
- 西内酒造（桜井市） - 談山正宗
- （株）久保本家酒造（宇陀市） - 初霞
- 藤村酒造（株）（下市町） - 万代老松
- （株）北岡本店（吉野町） - 八咫烏
- 八木酒造（株）（奈良市） - 升平
- 西田酒造（株）（奈良市） - 両白
- 中本酒造店（生駒市） - 山鶴
- 菊司醸造（株）（生駒市） - 菊司
- 増田酒造（株）（天理市） - 都姫
- 喜多酒造（株）（橿原市） - 御代菊
- 澤田酒造（株）（香芝市） - 歓喜光
- 梅乃宿酒造（株）（葛城市） - 梅乃宿
- 葛城酒造（株）（御所市） - 百楽門
- （株）山本本家（五條市） - 松の友
- 今西酒造（株）（桜井市） - 三諸杉
- 芳村酒造（株）（宇陀市） - 千代の松
- 長龍酒造（株）（広陵町） - 長龍
- （株）岡本本家（大淀町） - 山桂
- 美吉野醸造（株）（吉野町） - 花巴
- 北村酒造（株）（吉野町） - 猩々

#### 和歌山県
- 天長島村酒造 - 天長、高野山、吉宗
- 吉村秀雄商店 - 日本城、鉄砲隊
- 田端酒造 - 羅生門、大東一
- 世界一統 - 世界一統、イチ
- 名手酒造店 - 黒牛など
- 中野BC - 長久、紀伊国屋文左衛門
- 高垣酒造 - 龍神丸、紀勢鶴
- 初光酒造 - おめでとう、よろこび、よろこびの竹、爪剥酒、歓喜、ワールドカップ

### 中国地方

#### 鳥取県
- 諏訪酒造（株） - 諏訪泉、諏訪娘
- （有）太田酒造場 - 辨天娘
- （有）高田酒造場 - 瑞泉
- 中川酒造（株） - いなば鶴、福寿海
- （有）山根酒造場 - 日置桜
- （有）西本酒造場 - 美人長、笑
- 元帥酒造（株） - 元帥
- 高田酒造（株） - （ひ）此君
- 中井酒造（株） - 八潮
- 福羅酒造（株） - 山陰東郷
- 藤井酒造（資） - 三朝正宗、白狼
- 大谷酒造（株） - 鷹勇
- （株）江原酒造本店 - 伯陽長
- 梅津酒造（有） - 冨玲
- （株）稲田本店 - トップ水雷、稲田姫
- 久米桜酒造（有） - 久米桜、八郷
- 千代むすび酒造（株） - 千代むすび
- （有）大岩酒造本店 - 秀峰岩泉

#### 島根県
- 李白酒造（有） - 李白
- 板倉酒造（有） - 天穏
- 一宮酒造（有） - 石見銀山
- 金鳳酒造（有） - 金鳳
- 玉櫻酒造（有） - 玉櫻
- 簸上清酒（名） - 七冠馬
- 富士酒造（資） - 出雲富士
- （資）石州酒造 - 華泉
- （株）酒持田本店 - ヤマサン正宗
- （株）田部竹下酒造 - 出雲誉（2022年10月末終売、2023年より新銘柄に変更。）
- （株）右田本店 - 宗味
- 池月酒造（株） - 誉池月
- 加茂福酒造（株） - 加茂福・死神
- 隠岐酒造（株） - 隠岐誉
- 木次酒造（株） - 美波
- 奥出雲酒造（株） - 奥出雲
- 日本海酒造（株） - 環日本海
- 古橋酒造（株） - 初陣
- 都錦酒造（株） - 都錦
- 米田酒造（株） - 豊の秋
- 吉田酒造（株） - 月山
- （株）赤名酒造　- 絹乃峰、琴引山

#### 岡山県
備前地区
- 宮下酒造（株） - 極聖（きわみひじり）
- 萬歳酒造（株） - さつき心（さつきこころ）
- （有）板野酒造場 - きびの吟風（きびのぎんぷう）
- （株）板野酒造本店 - 二面（ふたも）
- 藤原酒造（株） - 亀乃井（かめのい）
- 赤磐酒造（株） - 桃白眉（ももはくび）
- 室町酒造（株） - 櫻室町（さくらむろまち）
- 利守酒造（株） - 酒一筋（さけひとすじ）
- 小宮山酒造（株） - 日月（じつげつ）
- 高祖酒造（株） - 千寿（せんじゅ）

備中地区
- 芳烈酒造（株） - 櫻芳烈（おうほうれつ）
- 白菊酒造（成羽大関酒造）（株） - 大典白菊（たいてんしらぎく）
- 三光正宗（株） - 三光正宗（さんこうまさむね）
- 嘉美心酒造（株） - 嘉美心（かみこころ）
- 丸本酒造（株） - 賀茂緑（かもみどり）
- 平喜酒造（株） - 喜平（きへい）、新婚（しんこん）
- ヨイキゲン（株） - 酔機嫌（よいきげん）
- 十八盛酒造（株） - 十八盛（じゅうはちざかり）、多賀治（たかじ）
- 熊屋酒造（有） - 伊七（いしち）、巴福正宗（ともえふくまさむね）
- 菊池酒造（株） - 燦然（さんぜん）

美作地区
- （株）辻本店 - 御前酒（ごぜんしゅ）、美作（みまさか）
- （資）多胡本家酒造場 - 加茂五葉（かもいつは）
- 難波酒造（株） - 作州武蔵（さくしゅうむさし）、富久迎（ふくむかえ）
- 田中酒造場 - 武蔵の里（むさしのさと）

#### 広島県
広島・廿日市・海田地区
- （株）原本店 - 蓬莱鶴
- （株）小泉本店 - 御幸
- 津田酒造（株） - 島の香
- 八幡川酒造（株） - 八幡川
- （株）サクラオブルワリーアンドディスティラリー - 一代弥山
- 馬上酒造場 - 大号令
- （名）梅田酒造場 - 本州一

呉地区
- （株）三宅本店 - 千福
- 中野光次郎本店 - 水龍
- （有）白天龍酒造場 - 白天龍
- 相原酒造（株） - 雨後の月
- 宝剣酒造（株） - 宝剣
- 江田島銘醸（株） - 同期の桜
- 榎酒造（株） - 華鳩、清盛
- （株）藤岡酒造店 - 音戸の瀬戸
- 林酒造（株） - 三谷春

広島北・吉田地区
- 旭鳳酒造（株） - 旭鳳
- 小野酒造（株） - 老亀
- 川本英介 - 三段峡
- 向原酒造（株） - 向井桜

西条地区
- 賀茂鶴酒造（株） - 賀茂鶴
- 福美人酒造（株） - 福美人
- 白牡丹酒造（株） - 白牡丹
- 西條鶴醸造（株） - 西條鶴
- 亀齢酒造（株） - 亀齢
- 賀茂泉酒造（株） - 賀茂泉
- 山陽鶴酒造（株） - 山陽鶴
- 金光酒造（資） - 桜吹雪、賀茂金秀

竹原・三原・尾道地区
- 竹鶴酒造（株） - 竹鶴
- 藤井酒造（株） - 龍勢、宝寿、夜の帝王
- 中尾醸造（株）- 誠鏡、幻
- （株）今田酒造本店 - 富久長
- 柄酒造（株） - 関西一、於多福
- 盛川酒造（株） - 白鴻、沙羅双樹
- 醉心山根本店（株） - 醉心
- （株）吉源酒造場 - 寿齢

福山・府中地区
- アシードブリュー（株） - 三吉正宗
- （株）天寶一 - 天寶一
- 美の鶴酒造（株） - 美の鶴
- 三輪酒造（株） - 神雷
- 花酔酒造（株） - 花酔

三次・庄原地区
- 美和桜酒造（有） - 美和桜
- 山岡酒造（株） - 瑞冠
- 比婆美人酒造（株） - 比婆美人
- 生熊酒造（株） - 超群
- （有）北村醸造場 - 菊文明

#### 山口県
- 旭酒造（株）(岩国市) - 獺祭
- 岩崎酒造（株）（萩市） - 長陽福娘
- 大嶺酒造（株）（美祢市） - Ohmine
- （有）岡崎酒造場（萩市） - 長門峡
- 酒井酒造（株）(岩国市) - 五橋
- 下関酒造（株）（下関市）- 関娘
- 新谷酒造（株）（山口市） - わかむすめ
- （株）澄川酒造場（萩市） - 東洋美人
- 長州酒造（株）（下関市）- 天美
- 一〇酒造（株）（萩市） - 一〇正宗
- 村重酒造（株）(岩国市) - 金冠黒松

### 四国地方

#### 徳島県
- （株）本家松浦酒造場 - 鳴門鯛
- （有）太閤酒造場 - 瓢太閤
- 三芳菊酒造（株） - 三芳菊
- 芳水酒造（有） - 芳水
- 津乃峰酒造（株） - 津乃峰
- 吉本醸造（株） - 南国一
- （有）斎藤酒造場 - 御殿桜
- 近清酒造 - 入鶴
- 花乃春酒造（株） - 花乃春
- （名）中和商店 - 今小町
- （株）勢玉 - 勢玉
- （株）近藤松太郎商店 - 旭牡丹
- 名西酒造（株） - 白妙
- （有）定作酒類醸造場 - 桂華
- 吉田酒造（株） - 蘭玉
- 那賀酒造（有） - 旭若松
- 三拍子酒造（株） - 三拍子
- 鳴門酒造（株） - 円滑
- （株）木内本店 - 雲井橘
- 徳島金長（株） - 四国三郎
- 鳴門酒造協同組合 - 大鳴門
- 伊勢酒造（有） - 四国鶴
- 大賀酒造（資） - 富士の雪
- 明星酒造（有） - 阿波鶴
- 四宮酒造（有） - 剣鯛
- 阿川酒造（有） - 齢の友
- 司菊酒造（株） - 司菊
- 矢川酒造（株） - 笹緑
- 可楽智酒造（株） - 可楽智

#### 香川県
- 川鶴酒造（株） - 川鶴
- 綾菊酒造（株） - 綾菊
- 西野金陵（株） - 金陵

#### 愛媛県
- 梅錦山川（株） - 梅錦
- （株）桜うづまき酒造 - 桜うづまき
- （株）篠永酒造 - 森の翠
- （株）水口酒造 - 仁喜多津
- （株）雪雀酒造 - 雪雀
- （株）八木酒造部 - 山丹正宗
- （名）徳本酒造店 - 初鷹
- 名門サカイ（株）- うしおに
- 小泉酒造（株） - 鯉の勢
- 西本酒造（株） - 大番、虎の尾
- 亀岡酒造（株） - 千代の亀
- 栄光酒造（株） - 酒仙栄光
- 後藤酒造（株） - 久米の井
- 梅美人酒造（株） - 梅美人
- 近藤酒造（株）- ひめさくら
- 千代の亀酒造（株） - 銀河鉄道、秘蔵しずく酒
- 石鎚酒造（株）- 石鎚

#### 高知県
- （株）アリサワ - 黒潮、文佳人
- （有）有光酒造場 - 玉川、安芸虎
- 亀泉酒造（株） - 亀泉
- 菊水酒造（株） - 菊水、四万十川、龍馬
- 高知酒造（株） - 花の友、瀧嵐
- 酔鯨酒造（株） - 酔鯨
- （有）仙頭酒造場 - 志ら菊
- 高木酒造（株） - 豊の梅
- 司牡丹酒造（株） - 司牡丹、徳久
- 土佐酒造（株） - 桂月
- 土佐鶴酒造（株） - 土佐鶴
- （有）西岡酒造店 - 雪柳、純平
- （有）濱川商店 - 濱乃鶴、美丈夫
- 藤娘酒造（株） - 藤娘
- 文本酒造（株） - 花入駒
- 松尾酒造（株） - 松翁
- （有）南酒造場 - 玉の井、南
- （株）無手無冠 - 無手無冠、やぶの友

### 九州地方

#### 福岡県
- 溝上酒造 - 天心
- 喜多屋 - 喜多屋
- 富安本家酒造 - 花の露
- いそのさわ - 磯乃澤
- 篠崎 - 国菊
- 小林酒造本店 - 萬代
- 鷹正宗- 鷹正宗
- 大賀酒造 - 玉出泉
- 豊村酒造 - 豊盛
- 翁酒造 - 稲田重造
- 清力酒造 - 清力

#### 佐賀県
- 天吹酒造 - 天吹
- 大和酒造 - 肥前杜氏
- 鳴滝酒造（株） - 聚楽太閤
- 松浦一酒造 - 松浦一
- 佐嘉酒造 - 窓乃梅
- 天山酒造 -天山
- 基山商店 - 基峰鶴
- 松尾酒造場 - 宮の松
- 光武酒造場 - 金波
- 中島酒造 - 不老長寿
- 瀬頭酒造 - 東長
- 矢野酒造 - 肥前蔵心
- 峰松酒造 - 菊王将
- 田中酒造 - 弓取
- 井手酒造 - 虎乃児
- 幸姫酒造 - 幸姫
- 小松酒造 - 万齢
- 古伊万里酒造 - 古伊万里
- 宗政酒造 - 宗政
- 五町田酒造 - 東一
- 富久千代酒造 - 鍋島
- 小柳酒造 - 高砂
- 東鶴酒造 - 東鶴
- 馬場酒造場 - 能古見
- 樋渡酒造場 - 万里長
- 吉武酒造場 - 御宴
- 川浪酒造 - 富士の雪

#### 長崎県
- 今里酒造（株） - 六十餘洲
- （株）杵の川 - 杵の川
- 潜龍酒造（株） - 本陣

#### 熊本県
- （株）美少年 - 美少年
- 瑞鷹（株） - 瑞鷹
- 通潤酒造（株） - 通潤
- 千代の園酒造（株） - 千代の園
- 亀萬酒造（資） - 亀萬
- 河津酒造（名） - 阿蘇蓬莱
- 山村酒造（名） - れいざん

#### 大分県
- 小松酒造場 - 豊潤、勲の松
- 三和酒類（株） - 和香牡丹
- 薫長酒造（株） - 薫長

#### 宮崎県
- 雲海酒造
- 千徳酒造（株）

#### 鹿児島県
- 薩摩金山蔵（株）（濵田酒造グループ） - 薩州正宗

#### 沖縄県
- 泰石酒造（株） - 黎明

### 日本国外
- ロッテ七星飲料（韓） - 清河など
- 臺灣菸酒公司（台） - 玉泉
- 霧峰農会酒荘（台） - 初霧
- サン・マサムネ（豪） - 豪酒
- 東山農産加工社（伯） - 東麒麟
- ヌグネ・エウ（英語版）（諾） - 裸島
- フエ・フーズ（越） - 越の一

## 五十音順

### あ行
- 相澤酒造（株）（あいざわしゅぞう、栃木県） - 愛乃澤
- 赤武酒造（株）（あかぶしゅぞう、岩手県） - 浜娘
- 阿川酒造（有）（あがわしゅぞう、徳島県） - 齢の友
- 秋田県醗酵工業（株）（秋田県） - 一滴千両
- 秋田酒造（株）（秋田県） -  秋田晴
- 秋田酒類製造（株）（秋田県） -  高清水
- 秋田醸造（株）（秋田県） -  旭川
- 秋田清酒（株）（秋田県） -  秋田桜
- 秋田中央銘醸（株）（秋田県） -  新政
- （名）秋田富士酒造店（秋田県） -  秋田富士
- 秋田誉酒造（株）（秋田県） -  秋田誉、秋田美人
- 秋田銘醸（株）（秋田県） -  爛漫
- 朝日酒造（株）（新潟県） -  久保田
- 旭酒造（株）（山口県） -　獺祭
- （株）あさ開（あさびらき、岩手県） -  あさ開
- 浅舞酒造（株）（あさまいしゅぞう、秋田県） -  天の戸
- 浅間酒造（株）（あさましゅぞう、群馬県） - 秘幻
- 阿桜酒造（株）（あざくらしゅぞう、秋田県） -  かまくら
- （名）吾妻嶺酒造店（あづまみねしゅぞうてん、岩手県） -  吾妻嶺
- （株）阿部酒造店（あべしゅぞうてん、栃木県） - 千代の白菊、茂木百騎（もてぎひゃっき）、浜田屋の家酒
- 新政酒造（株）（あらまさしゅぞう、秋田県） -  新政
- （株）アリサワ（高知県） -  黒潮、文佳人
- （有）有光酒造場（ありみつしゅぞうじょう、高知県） -  玉川、安芸虎
- 飯沼銘醸（株）（いいぬまじょうぞう、栃木県） - 杉並木
- 池島酒造（株）（いけじましゅぞう、栃木県） - 池錦
- 勇駒酒造（株）（いさみごましゅぞう、秋田県） -  勇駒
- 伊勢酒造（有）（いせしゅぞう、徳島県） - 四国鶴
- 井田酒造（株）（いだしゅぞう、群馬県） - ふじ泉
- 一〇酒造（株）（いちまるしゅぞう、山口県）　- 一〇正宗
- 泉橋酒造（株）（いづみはししゅぞう、神奈川県）　-　いづみ橋
- 稲田酒造（合）（いなだしゅぞう、奈良県天理市） - 稲天
- （株）井上清吉商店（いのうえせいきちしょうてん、栃木県） - 澤姫
- (株) 今井酒造店（いまいしゅぞうてん、群馬県） - 上州風まかせ
- （株）今井酒造店（いまいしゅぞうてん、長野県） - 若緑
- 今西酒造（株）（いまにししゅぞう、奈良県桜井市） - 三諸杉
- （株）今西清兵衛商店（いまにしせいべいしょうてん、奈良県奈良市） - 春鹿
- （株）岩手川（岩手県） -  岩手川
- 岩手銘醸（株）（いわてめいじょう、岩手県） -  岩手誉
- 磐乃井酒造（株）（いわのいしゅぞう、岩手県） -  磐乃井
- 上田酒造（株）（うえだしゅぞう、奈良県生駒市） - 嬉長、生長
- 宇都宮酒造（株）（うつのみやしゅぞう、栃木県） - 四季桜
- 梅錦山川（うめにしきやまかわ、愛媛県）- 梅錦
- 梅乃宿酒造（株）（うめのやどしゅぞう、奈良県葛城市） - 梅乃宿
- 榎酒造（株）（えのきしゅぞう、広島県） - 華鳩、清盛
- 大賀酒造（資）（おおがしゅぞう、徳島県） - 富士の雪
- 大賀酒造（株）　（おおがしゅぞう、福岡県）　- 玉出泉
- （株）大倉本家（おおくらほんけ、奈良県香芝市） - 金鼓
- 大利根酒造（有）（おおとねしゅぞう、群馬県）  - 左大臣
- （株）大田酒造（おおたしゅぞう、三重県伊賀市） - 半蔵
- 大平酒造（株）（おおひらしゅぞう、栃木県） - 黒龍
- 岡崎酒造（株）（おかざきしゅぞう、長野県） -  亀齢
- 岡村（名）（おかむら、群馬県） - 観音櫻
- （株）岡本本家（おかもとほんけ、奈良県吉野郡大淀町） - 山桂
- 荻野酒造（株）（おぎのしゅぞう、岩手県） -  雪の友
- 奥田重右ヱ門（秋田県） -  千代緑
- 奥飛騨酒造（株）（おくひだしゅぞう、岐阜県） - 奥飛騨、初緑
- 奥村酒造（株）（おくむらしゅぞう、群馬県） - 起龍
- （株）奥山儀助商店（秋田県） -  金時
- 尾崎酒造（株）（青森県） -  安東水軍
- （有）長内酒造店（おさないしゅぞうてん、青森県）  -  津軽七雪
- 男山（株）（北海道）  -  男山
- 石井醸造（株）（いしいじょうぞう、神奈川県） - 蘇我の誉（そがのほまれ）

### か行
- （株）加越（かえつ、石川県） - 加賀ノ月、関白
- 数馬酒造（株）（かずましゅぞう、石川県）  - 奥能登
- 片山酒造（株）（かたやましゅぞう、栃木県）- 柏盛
- かづの銘酒（株）（秋田県） - 千歳盛
- 葛城酒造（株）（かつらぎしゅぞう、奈良県御所市） - 百楽門
- （名）鹿渡酒造店（かどしゅぞうてん、石川県） - 鹿渡、能登半島
- （株）金谷酒造店（かなやしゅぞうてん、石川県） - 高砂
- 曲イ田中酒造（株）（かねいたなかしゅぞう、北海道） - おたる
- カネカ碓氷勝三郎商店（北海道） - 北の勝
- （株）カネタ玉田酒造店（青森県） - 玉川
- 鹿野酒造店（資）（かのしゅぞうてん、石川県） - 常きげん
- 嘉美心酒造（株）（かみこころしゅぞう、岡山県） - 嘉美心
- 上閉伊酒造（株）（かみへいしゅぞう、岩手県） - 酔狂河童
- 亀泉酒造（株）（かめいずみしゅぞう、高知県） - 亀泉
- 可楽智酒造（株）（からちしゅぞう、徳島県） - 可楽智
- 刈穂酒造（株）（かりほしゅぞう、秋田県） - 刈穂
- 河合酒造（株）（かわいしゅぞう、奈良県橿原市） - 出世男
- （資）川村酒造店（岩手県） - 北の輝
- （株）木内本店（きうちほんてん、徳島県） - 雲井橘
- 喜久水酒造（資）（きくすいしゅぞう、秋田県） - 喜久水
- 喜久水酒造（株）（きくすいしゅぞう、長野県） - 喜久水
- 菊水酒造（株）（新潟県） - 菊水
- 菊水酒造（株）（高知県） - 菊水、四万十川、龍馬
- （株）菊地酒造店（秋田県） - 鵜の木
- 菊司醸造（株）（きくつかさしゅぞう、奈良県生駒市） - 菊司
- 菊姫（資）（石川県）  - 菊姫
- 菊の司酒造（株）（岩手県） - 菊の司
- 喜久盛酒造（株）（岩手県） - 喜久盛、鬼剣舞
- （株）北岡本店（きたおかほんてん、奈良県吉野郡吉野町） - 八咫烏
- 喜多酒造（株）（きたしゅぞう、奈良県橿原市） - 御代菊
- 北の誉酒造（株）（北海道） - 北の誉
- 北村酒造（株）（きたむらしゅぞう、奈良県吉野郡吉野町） - 猩々
- （資）北森酒造場（石川県） - 富久舞
- （株）木村酒造（秋田県） - 福小町
- （有）金水晶酒造店 - 金水晶
- 貴娘酒造（株）（きむすめしゅぞう、群馬県） - 貴娘
- 金滴酒造（株）（きんてきしゅぞう、北海道） - 金滴
- 金星酒造（株）（きんぼししゅぞう、群馬県） - 金紋金星
- 金紋秋田酒造（株）（きんもんあきたしゅぞう、秋田県） - 金紋秋田
- （資）金文酒造（きんもんしゅぞう、石川県） - 春心、花司
- （株）久世酒造店（石川県） - 能登路
- 国萬歳酒造（株）（くにばんざいしゅぞう、秋田県） - 国万才
- 国稀酒造（株）（北海道） - 国稀
- （株）久保本家酒造（くぼほんけしゅぞう、奈良県宇陀市） - 初霞
- 倉本酒造（株） （くらもとしゅぞう、奈良県奈良市）- 金嶽
- （名）栗林酒造店（秋田県） - 春霞
- 高知酒造（株）（高知県） - 花の友、瀧嵐
- 小江戸鏡山酒造(株) （埼玉県） - 鏡山
- 黄金井酒造（株）（秋田県） - 黄金井
- 五條酒造（株）（ごじょうしゅぞう、奈良県五條市） - 五神
- 小玉醸造（株）（秋田県） - 太平山
- 寿酒造（株）（青森県） - 寿正宗
- 此の友酒造（株） - 但馬（兵庫県）
- 小林酒造（株）（こばやししゅぞう、北海道） - 北の錦
- 小林酒造（株）（こばやししゅぞう、栃木県） - 鳳凰美田、美田鶴
- （株）小林杢三郎商店（こばやしもくさぶろうしょうてん、栃木県） - 大英勇、七井（ななついど）
- （株）小堀酒造店（こぼりしゅぞうてん、石川県） - 萬歳楽
- 小松酒造場(大分県) - 豊潤　勲の松
- 金剛力酒造（株）（こんごうりきしゅぞう、奈良県高市郡高取町） - 金剛力
- 近藤酒造（株）（こんどうしゅぞう、群馬県） - 赤城山
- （株）近藤松太郎商店（徳島県） - 旭牡丹
- 近清酒造（徳島県） - 入鶴
- （資） 川西屋酒造店（かわにしやしゅぞう、神奈川県） - 隆（りゅう）、丹沢山

### さ行
- （有）斎藤酒造場（徳島県） - 御殿桜
- （株）斉藤酒造店（青森県） - 松緑
- （株）斎弥酒造店（さいやしゅぞうてん、秋田県） - 由利正宗、雪の茅舎
- 佐嘉酒造（株）（まどのうめしゅぞう、佐賀県） - 窓乃梅
- （株）相良酒造（さがらしゅぞう、栃木県） - 朝日榮
- 佐藤酒造（株）（青森県黒石市） - 初駒
- （株）佐藤酒造店（秋田県） - 出羽の冨士
- （株）佐藤酒造店（青森県岩木町） - 掬水
- （株）桜顔酒造（岩手県） - いわて桜顔
- 桜田酒造（株）（石川県） - 初桜
- 澤田酒造（株）（さわだしゅぞう、奈良県香芝市） - 歓喜光
- 三光正宗（株）（さんこうまさむね、岡山県） - 三光正宗
- 三拍子酒造（株）（さんびょうししゅぞう、徳島県） - 三拍子
- （株）志太泉酒造（しだいずみしゅぞう、静岡県） - 志太泉
- 四宮酒造（有）（しのみやしゅぞう、徳島県） - 剣鯛
- 柴崎酒造（株）（しばざきしゅぞう、群馬県） - 船尾瀧
- 島岡酒造（株）（しまおかしゅぞう、群馬県） - 群馬泉
- （株）島崎酒造（しまざきしゅぞう、栃木県） - 東力士
- （株）島崎泉治商店（しまざきせんじしょうてん、栃木県） - 泉月花、栄屋利兵衛、棚田の雫
- （株）清水酒造店（石川県） - 能登誉
- 清水屋酒造（有）（しみずやしゅぞう、群馬県） - 栄万寿
- （株）車多酒造（しゃたしゅぞう、石川県） - 天狗舞
- 招徳酒造(株)（しょうとくしゅぞう、京都市伏見区）　-　招徳、花洛、延寿
- （有）定作酒類醸造場（じょうつくりしゅるいじょうぞうじょう） - 桂華
- （資）志ら梅酒造店（しらうめしゅぞうてん、秋田県） - 志ら梅
- 白神酒造（株）（しらかみしゅぞう、青森県） - 白神
- 白菊酒造(成羽大関酒造)（株）（しらぎくしゅぞう、旧社名なりわおおぜきしゅぞう、岡山県） - 大典白菊
- （資）白木恒助商店（しらきつねすけしょうてん、岐阜県） - 達磨正宗
- （株）白相酒造（しらそうしゅぞう、栃木県）- とちあかね、福寿松の井、御用邸
- （株）新日の丸工場（秋田県） - 日の丸
- 新谷酒造（株）（しんたにしゅぞう、山口県） - わかむすめ
- 酔鯨酒造（株）（すいげいしゅぞう、高知県） - 酔鯨
- （協）水江酒造（すいこうしゅぞう、岩手県） - 桜紋天瓢
- 酔仙酒造（株）（すいせんしゅぞう、岩手県） - 酔仙
- （名）鈴木酒造店（秋田県） - 秀よし
- 鈴蘭酒造（株）（岩手県） - 銀嶺鈴蘭
- （株）勢玉（せいぎょく、徳島県） - 勢玉
- 聖徳銘醸（株）（せいとくめいじょう、群馬県） - 鳳凰聖徳
- （有）関乃井酒造（青森県） - 関乃井
- 世嬉の一酒造（株）（せきのいちしゅぞう、岩手県） - 世嬉の一
- 泉金酒造（株）（せんきんしゅぞう、岩手県） - 龍泉八重桜
- （株）せんきん（せんきんしゅぞう、栃木県） - 仙禽
- （有）仙頭酒造場（せんとおしゅぞうじょう、高知県） - 志ら菊
- 千徳酒造（株）（せんとくしゅぞう、宮崎県）　-　千徳
- 宗玄酒造（株）（そうげんしゅぞう、石川県） - 宗玄
- 惣誉酒造（株）（そうほまれしゅぞう、栃木県） - 惣誉

### た行
- 第一酒造（株）（だいいちしゅぞう、栃木県） -　開華
- 大天狗酒造 （株）（だいてんぐしゅぞう、福島県）- 大天狗
- 辰馬本家酒造株式会社（たつうまほんけしゅぞう、兵庫県） - 白鹿
- （有）太閤酒造場（徳島県） - 瓢太閤
- （有）太平楽酒造店（秋田県） - 太平楽
- 高井（株） （たかい、群馬県）- 巌
- 高木酒造（株）（高知県） - 豊の梅
- 高垣酒造（株）（たかがきしゅぞう、和歌山県） - 龍神丸
- 高久酒造（株）（たかくしゅぞう、秋田県） - 小野之里
- 高砂酒造（株）（たかさごしゅぞう、北海道） - 国士無双
- （株）高橋酒造店（秋田県） - 奥清水
- （株）高橋助作酒造店（たかはしすけさくしゅぞうてん、長野県） - 松尾
- 高橋久（岩手県） - 堀の井
- 鷹正宗（株）（たかまさむね、福岡県） - 鷹正宗
- 武石酒造店（たけいししゅぞうてん、秋田県） - 山田川
- （有）武内酒造店（たけうちしゅぞうてん、石川県） - 御所泉
- （有）竹浪酒造店（たけなみしゅぞうてん、青森県） - 岩木正宗
- （名）田島酒造店 （たじましゅぞうてん、群馬県）- 三波石
- 田治米（名）（たじめ、兵庫県） - 竹泉
- 太刀川酒造（株）（たちかわしゅぞう、群馬県） - 利根鶴
- 長龍酒造（株）（ちょうりょうしゅぞう、奈良県北葛城郡広陵町） - 長龍
- 千代酒造（株）（ちよしゅぞう、奈良県御所市） - 櫛羅
- 司菊酒造（株）（つかさぎくしゅぞう、徳島県） - 司菊
- 司牡丹酒造（株）（つかさぼたんしゅぞう、高知県） - 司牡丹、徳久
- 月の輪酒造店（岩手県） - 月の輪
- （株）辻善兵衛商店（つじぜんべえしょうてん、栃木県） - 桜川、辻善兵衛、桜つくし
- （株）辻本店（つじほんてん、岡山県） - 御前酒
- （有）土田本店（つちだほんてん、群馬県） - 誉國光
- 津乃峰酒造（株）（つのみねしゅぞう、徳島県） - 津乃峰
- （株）鶴野酒造店（石川県） - 谷泉
- （資）手塚酒造場（石川県） - 都乃菊鶴
- 出羽鶴酒造（株）（でわつるしゅぞう、秋田県） - 出羽鶴
- 天寿酒造（株）（秋田県） - 天寿
- 天鷹酒造（株）（てんたかしゅぞう、栃木県） - 天鷹
- （株）天瓢（てんぴょう、岩手県） - 桜紋天瓢
- （株）土井酒造場（どいしゅぞうじょう、静岡） - 開運
- 東洋城酒造（株）（高知県） - 金盃東洋城
- 徳島金長（株）（とくしまきんちょう、徳島） - 四国三郎
- 土佐酒造（株）（高知県） - 桂月
- 土佐鶴酒造（株）（高知県） - 土佐鶴
- 利守酒造（株）（としもりしゅぞう、岡山県） - 酒一筋
- （株）外池酒造店（とのいけしゅぞうてん、栃木県） - 燦爛
- 鳥屋酒造（株）（石川県） - 池月
- （株）虎屋本店（とらやほんてん、栃木県） - 菊、七水、虹乃井

### な行
- 中澤酒造（株）（なかざわしゅぞう、神奈川県）- 松みどり、亮（りょう）
- 永井酒造（株）（ながいしゅぞう、群馬県） - 水芭蕉
- （株）永井本家（ながいほんけ、群馬県） - 利根錦
- 那賀酒造（有）（なかしゅぞう、徳島県） - 旭若松
- 中谷酒造（株）（なかたにしゅぞう、奈良県大和郡山市） - 朝香
- 中野酒造（株）（石川県） - 亀泉
- 中納酒造（株）（石川県） - 若緑
- （株）中村亀吉（青森県） - 津軽娘
- 中村酒造（株）（石川県） - 日榮
- 中本酒造店（なかもとしゅぞうてん、奈良県生駒市） - 山鶴
- （名）中和商店（なかわしょうてん、徳島県） - 今小町
- 七ッ星醸造（株）（ななつぼしじょうぞう、群馬県） - 君乃松
- （株）那波商店（なばしょうてん、秋田県） - 銀鱗
- 奈良豊澤酒造（株）（ならとよさわしゅぞう、奈良県奈良市） - 豊祝
- 成羽大関酒造（株）（なりわおおぜきしゅぞう、岡山県）→白菊酒造へ改称
- 鳴門酒造（株）（徳島県） - 円滑
- 鳴門酒造協同組合（徳島県） - 大鳴門
- （株）鳴海醸造店（なるみじょうぞうてん、青森県） - 菊乃井
- 難波酒造（株） （なんばしゅぞう、岡山県）- 作州武蔵、和心
- （株）南部美人（岩手県） - 南部美人
- 西内酒造（にしうちしゅぞう、奈良県桜井市） - 談山正宗
- （有）西岡酒造店（高知県） - 雪柳、純平
- 西田酒造（株）（にしだしゅぞう、奈良県奈良市） - 両白
- （株）西田酒造店（青森県） - 金冠喜久泉
- 西野金陵（株） （香川県）- 金陵
- 西堀酒造（株）（にしぼりしゅぞう、栃木県） - 若盛、門外不出
- （名）西村醸造店（秋田県） - 綾娘
- 西本酒造（株） （愛媛県）- 大番、虎の尾
- （有）二世古酒造（にせこしゅぞう、北海道） - 二世古
- 日本清酒（株）（北海道） - 千歳鶴
- （資）二羽鶴酒造場（にわづるしゅぞうじょう、石川県） - 二羽鶴・能登三年酒
- 沼館酒造（株）（秋田県） - 秋田盛
- 日本泉酒造（株）（岐阜県） - 日本泉　ふなくちとり、織田信長、濃姫、豊臣秀吉、フローズン
- 人気酒造（株）（福島県） - 人気一

### は行
- （株）白雲（はくうん、岩手県） - 白雲
- （株）白藤酒造店（はくとうしゅぞうてん、石川県） - 白藤白菊・能登自慢
- 橋本酒造（株）（石川県） - 大日盛
- 鳩正宗（株）（青森県） - 鳩正宗
- 八戸酒造（株）（はちのへしゅぞう、青森県） - 福牡丹、陸奥八仙、陸奥男山
- 八戸酒類（株）（はちのへしゅるい、青森県） - 八鶴、湊八戸蔵物語、稲川、菊駒、花開
- 花乃春酒造（株）（はなのはる、徳島県） - 花乃春
- （有）濱川商店（高知県） - 濱乃鶴、美丈夫
- 浜千鳥（岩手県） - 浜千鳥
- （有）春成酒造店（はるなりしゅぞうてん、石川県） - 春山
- （株）伴内酒造店（ばんないしゅぞうてん、群馬県） - 聖人
- （資）東栄松商店（ひがしえいまつしょうてん、石川県） - 旭菊
- （株）菱屋酒造店（岩手県） - 千両男山
- 聖酒造（株）（ひじりしゅぞう、群馬県） - 関東の華
- 備前酒造本店（秋田県） - 大納川
- 日の丸醸造（株）（秋田県） - 日の丸
- 日吉酒造店 （石川県） - 金瓢白駒
- （株）飛良泉本舗（ひらいづみほんぽ、秋田県） - 飛良泉
- 平喜酒造（株）（ひらきしゅぞう、岡山県） - 喜平
- 広田英俊（岩手県） - 広喜
- 福司酒造（株）（ふくつかさしゅぞう、北海道） - 福司
- 福乃友酒造（株）（秋田県） - 福乃友
- （株）福光屋（石川県） - 福正宗
- （株）福来（ふくらい、岩手県） - 福来
- 藤井酒造（株）（ふじいしゅぞう、広島県） - 龍勢、宝寿
- （株）藤崎そう兵衛商店 鬼石支店 (ふじさきそうべえしょうてん おにししてん、群馬県）- 鬼面山
- 藤娘酒造（株）（ふじむすめしゅぞう、高知県） - 藤娘
- 藤村酒造（株）（ふじむらしゅぞう、奈良県吉野郡下市町） - 万代老松
- （資）布施酒造店（ふせしゅぞうてん、石川県） - 天平
- 文本酒造（株）（ふみもとしゅぞう、高知県） - 花入駒
- 分福酒造（株）（ぶんぶくしゅぞう、群馬県） - 分福
- 芳水酒造（有）（ほうすいしゅぞう、徳島県） - 芳水
- 鳳鸞酒造（株）（ほうらんしゅぞう、栃木県） - 鳳鸞、花籠、与一伝承
- （株）北鹿（ほくしか、秋田県） - 北鹿
- （株）本家松浦酒造場（ほんけまつうらしゅぞうじょう、徳島県） - 鳴門鯛

### ま行
- 舞鶴酒造（株）（秋田県） - 朝乃舞・秋田鶴
- 牧野酒造（株）（まきのしゅぞう、群馬県） - 大盃
- 増田酒造（株）（ますだしゅぞう、奈良県） - 都姫
- （株）町田酒造店（まちだしゅぞうてん、群馬県前橋市） - 清瞭
- （株）町田酒造店（まちだしゅぞうてん、群馬県玉村町） - 太平人
- 桝一市村酒造場（長野県） - スクエア・ワン、鴻山
- （株）松井酒造店（まついしゅぞうてん、栃木県） - 松の寿
- 松浦一酒造（佐賀県） - 松浦一
- 松浦重蔵（石川県） - 獅子の里
- 松尾酒造（株）（高知県） - 松翁
- 松波酒造（株）（石川県） - 大江山
- 松屋酒造（株）（まつやしゅぞう、群馬県） - 當選
- 真野武酒造（株）（まのたけししぞう、徳島県） - 阿波踊
- （株）丸竹酒造店（青森県） - 菊盛
- 丸本酒造（株）（まるもとしゅぞう、岡山県） - 賀茂緑
- 三浦義夫（青森県） - 豊盃
- 御祖酒造（株）（みおやしゅぞう、石川県） - ほまれ、石動山
- 見砂酒造（株）（みさごしゅぞう、石川県） - 朱鷺の里
- 三千櫻酒造（株）（みちざくらしゅぞう、岐阜県) - 三千櫻
- 三千鶴酒造（株）（みちづるしゅぞう、岡山県） - 三千鶴
- （有）南酒造場（高知県） - 玉の井、南
- 宮尾酒造（㈱）（新潟県） -〆張鶴
- 宮下酒造（株）（みやしたしゅぞう、岡山県） - 極聖
- （株）宮本酒造店（石川県） - 夢醸
- 名西酒造（株）（みょうざいしゅぞう、徳島県） - 白妙
- 明星酒造（有）（みょうじょうしゅぞう、徳島県）- 阿波鶴
- 三芳菊酒造（株）（みよしきくしぞう、徳島県） - 三芳菊
- 美吉野醸造（株）（みよしのしゅぞう、奈良県吉野郡吉野町） - 花巴
- (株)三輪酒造（岐阜県） - 白川郷
- 三輪酒造(株)（広島県） - 神雷
- 武蔵野酒造（株）（新潟県）
- （有）睦鶴酒造（むつづるしゅぞう、青森県） - 睦鶴
- （株）無手無冠（むてむか、高知県） - 無手無冠、やぶの友
- 室町酒造（株）（むろまちしゅぞう、岡山県） - 櫻室町
- 毛内酒造店（もうないしゅぞうてん、青森県） - 富泉
- 桃川（株）（青森県） - 桃川
- 森川酒造店（秋田県） - 秋田菊
- 森川俊太郎（秋田県） - 英雄
- 盛田庄兵衛（青森県） - 駒泉
- 森戸酒造（株）（もりとしゅぞう、栃木県） - 十一正宗
- 森本酒造（株）（もりもとしゅぞう、群馬県） - 赤城の寒梅
- 守屋酒造（株）（千葉県） - 舞桜、しだれ桜、浪花盛

### や行
- 八重寿銘醸（株）（やえすめいじょう、秋田県） - 八重壽
- 矢川酒造（株）（徳島県） - 笹緑
- 八木酒造（株）（やぎしゅぞう、奈良県奈良市） - 升平
- やちや酒造（株）（石川県） - 加賀鶴
- 八千代酒造（名）（秋田県） - 八千代
- 山川酒造（株）（やまかわしゅぞう、群馬県）- 光東
- （株）山二わたなべ（やまにわたなべ、北海道） - 北宝
- 山本（名）（秋田県） - 白瀑
- （資）山本酒造本店（石川県） - 弁慶・登代正宗
- （株）山本本家（やまもとほんけ、奈良県五條市） - 松の友
- 柳澤酒造（株）（やなぎさわしゅぞう、群馬県） - 桂川
- 山崎酒造（株）（やまざきしゅぞう、群馬県） - 太平記の里
- 山村酒造（名）（やまむらしゅぞう、熊本県） - 霊山
- 油長酒造（株）（ゆちょうしゅぞう、奈良県御所市） - 鷹長、風の森
- ヨイキゲン（株）（よいきげん、岡山県） - 酔機嫌
- 横屋酒造（株）（岩手県） - 玉の春
- 吉井酒造（株）（青森県） - 吉野桜
- 吉田酒造（株）（徳島県） - 蘭玉
- （株）吉田酒造店（石川県） - 手取川、翁の友
- 吉村酒造（株） - 太白
- 芳村酒造（株）（よしむらしゅぞう、奈良県宇陀市） - 千代の松
- 吉本醸造（株）（徳島県） - 南国一、眉山

### ら行
- 李白酒造（有）（りはくしゅぞう、島根県松江市）- 李白
- 龍神酒造（株）（りゅうじんしゅぞう、群馬県） - 尾瀬の雪どけ
- 両関酒造（株）（秋田県） - 両関
- 両磐酒造（株）（岩手県） - 関山
- 六花酒造（株）（ろっかしゅぞう、青森県） - 六花

### わ行
- 若駒酒造（株）（わかこましゅぞう、栃木県） - 若駒、羽衣伝説、万延
- （株）わしの尾（岩手県） - 鷲の尾
- （株）渡邊佐平商店（わたなべさへいしょうてん、栃木県） - 清開、日光誉
- 渡辺酒造（株）（わたなべしゅぞう、栃木県） - 旭興（きょくこう）
- （有）渡辺酒造本店（わたなべしょぞうほんてん、福島県） - 雪小町、雪村桜
- （株）渡邊彦兵衛商店（わたなべひこべえしょうてん、秋田県） - 福禄寿